# Cyathea azuayensis
Cyathea azuayensis là một loài dương xỉ trong họ Cyatheaceae. Loài này được Sodiro mô tả khoa học đầu tiên năm 1893.